# Grippe de Hong Kong
La grippe de 1968 ou grippe de Hong Kong est une pandémie de grippe qui s'est répandue dans le monde entier à partir de l'été 1968 et jusqu’au printemps 1970. Elle a environ tué un à quatre millions de personnes et a été causée par une souche réassortie H3N2 du virus H2N2 de la grippe A.
Bien qu'elle soit probablement apparue en Asie centrale ou dans le centre de la Chine vers le mois de février 1968, la pandémie est reconnue à Hong Kong. Elle y frappe un demi-million d'habitants, soit 15 % de la population.

## Déroulement
L'origine du virus est probablement liée à une souche réassortie apparue en Asie centrale ou en Chine centrale vers le mois de février 1968. L'épidémie est reconnue lorsqu'elle touche la colonie britannique de Hong-Kong à partir de la mi-juillet. En août 1968, 500 000 personnes en sont infectées. 
De là, l'épidémie s'étend rapidement à toute l'Asie du Sud-Est, à l'Inde et à l'Australie. D'importantes différences sont notées au Japon, puisque l'épidémie y apparaît moins forte, plus éparse et plus irrégulière. 

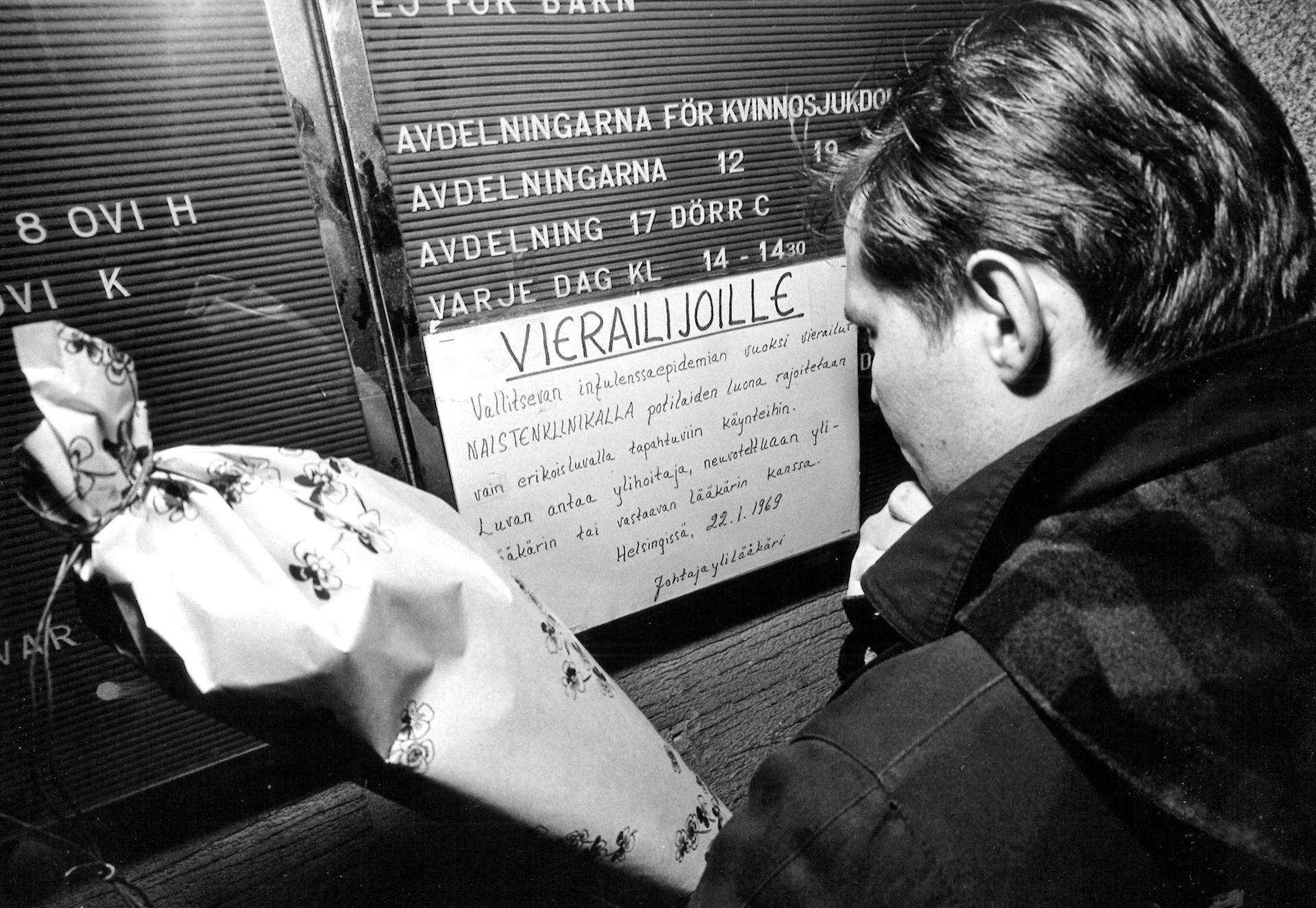
Visite interdite dans un hôpital finlandais, janvier 1969.

Sa progression ralentit pour toucher l'hémisphère Nord durant l'hiver 1968-1969. Le virus fait alors près de 50 000 morts aux États-Unis en trois mois (où elle a été importée par des Marines revenant du Vietnam), avant de se propager en Europe de l'Ouest en 1969. En France, le virus est isolé à la fin de l'hiver 1968–1969, mais « sans se montrer dangereux ». Mais surtout les scientifiques réunis par l'OMS en octobre 1969 à Atlanta pour une conférence internationale sur la grippe de Hongkong estiment que la pandémie est finie alors qu'elle va se répandre en Europe à ce moment-là, y compris dans les pays du bloc de l'Est.
Après la pause de l'été 1969, l'épidémie de l'hiver (décembre 1969 – janvier 1970) est très sévère en France avec 17 000 décès directs (déclarés comme dus à la grippe), et un excédent de mortalité de plus de 40 000.  L'Allemagne de l'Ouest a également le même excédent de mortalité. 
À l'échelle mondiale, le bilan de la pandémie est d'environ un million de morts entre l'été 1968 et le printemps 1970, selon les estimations de l'Organisation mondiale de la santé,. Il s'agit de la troisième pandémie du XXe siècle après la grippe espagnole (20 à 40 millions de morts en 1918-1920) et la grippe asiatique (2 millions de morts en 1957).

## Virus et vaccin
Le nouveau virus est de type A, finalement nommé A(H3N2) remplaçant le virus A(H2N2). Ils ont tous deux la même neuraminidase N2, mais l'hémagglutinine est différente (le nouveau virus est H3 et non H2). Des chercheurs ont suggéré que les différences d'impacts selon les régions du monde étaient liées à l'existence ou non d'une immunité préalable contre N2, voire contre H3 (personnes très âgées ayant connu des grippes H3).
La reconnaissance des nouvelles caractéristiques du virus ne survient qu'après le pic des infections aux États-Unis. Cependant une étude portant sur la vaccination des cadets de l'US Air Force, montre que le vaccin contre A(H2N2), alors disponible, pouvait réduire de 54 % les cas confirmés de grippe A(H3N2). Ce virus A(H3N2) est toujours actif et circulant en 2020.

## Conséquences
Cette pandémie sera classée au niveau 2 de l'indice de gravité de la pandémie, qui en compte 5, de 1 (bénigne) à 5 (très grave). Dans l'immédiat, elle mobilise les systèmes de surveillance et renforce les réseaux internationaux de laboratoires (centres mondiaux et nationaux de référence sur les virus grippaux). La recherche sur la structure des virus et le mécanisme de leurs variations est relancée.
Selon l'épidémiologiste Antoine Flahault, « la grippe de Hongkong est entrée dans l'histoire comme la première pandémie de l'ère moderne. Celle des transports aériens rapides. La première, aussi, à avoir été surveillée par un réseau international. De fait, elle est la base de tous les travaux de modélisation visant à prédire le calendrier de la future pandémie ».
Elle renforce toutefois une théorie qui se révèlera fausse ou inexacte par la suite : celle d'un retour plus ou moins régulier, donc prévisible, des pandémies de grippe, selon un modèle cyclique de dix ou onze ans.
En France, il faut attendre 2003 avec les recherches de l'épidémiologiste Antoine Flahault pour connaitre le nombre de victimes en France : 31 226 morts en deux mois. La lourdeur de ce bilan est en partie due à un manque de vaccins. L'institut Pasteur avait isolé la souche virale responsable de l'épidémie dès septembre 1968, mais il négligea de l'introduire dans la composition du vaccin antigrippal, ce qui réduisit son efficacité. De plus, ce vaccin fut produit en quantités insuffisantes, la vaccination antigrippale étant peu répandue dans la population. Patrice Bourdelais remarque que « c’est à partir de ce moment-là qu’une politique systématique d’encouragement à la vaccination [contre la grippe] de la population âgée s’est mise en place ».
| Nom                  | Années    | Population (milliards) | Identification                    | Reproduction (R0)                                                           | Infections (estimations)                                                         | Décès                                        | Létalité                                                           | Indice de gravité de la pandémie |
| -------------------- | --------- | ---------------------- | --------------------------------- | --------------------------------------------------------------------------- | -------------------------------------------------------------------------------- | -------------------------------------------- | ------------------------------------------------------------------ | -------------------------------- |
| Grippe russe         | 1889-1890 | 1,53                   | H3N8 ou H2N2 ?                    | 2,10 (EI : 1,9-2,4)                                                         | 20-60 % (300–900 millions)                                                       | 1 million                                    | 0,10-0,28 %                                                        | 2                                |
| Grippe espagnole     | 1918-1920 | 1,80                   | H1N1                              | 1,80 (EI : 1,47-2,27)                                                       | 33 % (500 millions)                                                              | 20,–100 millions,                            | 4–20 % (environ 10 %)                                              | 5                                |
| Grippe asiatique     | 1957-1958 | 2,90                   | H2N2                              | 1,65 (EI : 1,53-1,70)                                                       | 8-33 % (0,25 – 1 milliard)                                                       | 1–4 millions                                 | <0,2 %                                                             | 2                                |
| Grippe de Hong Kong  | 1968-1969 | 3,53                   | H3N2                              | 1,80 (EI : 1,56-1,85)                                                       | 7-28 % (0,25–1 milliard)                                                         | 1–4 millions                                 | <0,2 %                                                             | 2                                |
| Grippe russe         | 1977-1979 | 4,28                   | H1N1                              | Inconnu                                                                     | Inconnu                                                                          | 0,7 million                                  | Inconnu                                                            | Inconnu                          |
| Grippe,              | 2009-2010 | 6,85                   | H1N1/09                           | 1,46 (EI : 1,30-1,70)                                                       | 11-21 % (0,7–1,4 milliard)                                                       | 151 700–575 400                              | 0,03 %                                                             | 1                                |
| Grippe ,             | 2019-2020 | 7,75                   | A(H1N1)pdm09, B/Victoria, A(H3N2) | Inconnu                                                                     | 11 % (800 millions ; É.-U. 34-49 millions)                                       | 0,45–1,2 million (É.-U. : 20–52000)          | Inconnu                                                            | 1                                |
| Grippe saisonnière   | Annuelle  | 7,75                   | A/H3N2, A/H1N1, B…                | 1,28 (EI : 1,19-1,37)                                                       | 5-15 % (340 millions – 1 milliard) 3–11 % ou 5–20 %, (240 millions–1,6 milliard) | 290 000–650 000/an                           | <0,1 %                                                             | 1                                |
| Pandémie de Covid-19 | 2019-2023 | 7,75                   | SARS-CoV-2                        | 2,2 (95 % CI : 1,4-3,9), 2,68 (95 % CI : 2,47-2,86) 3,2 (95 % CI : 3,1-3,3) | 770 millions(confirmés), à +2 Mds (estimés)                                      | 7 millions(déclarés), 29,3 millions(estimés) | Inconnu Premières estimations : 2,3 à 3 % , [Passage à actualiser] | 5 [Passage à actualiser]         |
| Notes 1. 2. 3.       |           |                        |                                   |                                                                             |                                                                                  |                                              |                                                                    |                                  |

## Compte rendu en France
En juillet 1968, le journal Le Monde donnait la parole à l'Institut Pasteur qui indiquait à propos de l'épidémie qu'« il ne semble pas cependant qu’elle doive prendre un caractère de quelconque gravité ». L'épidémie a été sous-estimée par les médias en France. 
Arrêt sur images relève qu'« à l'époque, l'ORTF traite l'affaire avec une relative légèreté, alors que dans certaines régions, les établissements scolaires sont fermés, les transports perturbés ». En effet 15 % des cheminots sont malades sur cette période. On note également que de nombreuses boutiques sont fermées. Mais le ton de la presse reste badin par exemple pour évoquer les vedettes qui sont alitées. Le 18 décembre 1969 alors que la mortalité grimpe en flèche, Le Figaro écrit que l'épidémie « reste stationnaire » et Le Monde titre « L'épidémie de grippe paraît régresser en France ». Ce journal ne consacrera que quelques courts articles à la situation. Aucun média n'utilise le mot de pandémie alors qu'il avait été employé pour la grippe asiatique de 1957. Un chroniqueur du Monde écrit le 11 décembre 1969 que « l'épidémie de grippe n’est ni grave ni nouvelle. Est-il bien utile d'ajouter à ces maux les risques d’une psychose collective ? » Le journal France-Soir fait bien mention d'un quart de la population atteinte mais traite le sujet comme un marronnier de la presse, sans caractère de gravité. 
Le chef du service d’infectiologie du centre hospitalo-universitaire de Nice, le professeur Dellamonica, alors externe à l’hôpital Édouard-Herriot de Lyon témoigne : « On n’avait pas le temps de sortir les morts. On les entassait dans une salle au fond du service de réanimation. Et on les évacuait quand on pouvait, dans la journée, le soir. Les gens arrivaient en brancard, dans un état catastrophique. Ils mouraient d’hémorragie pulmonaire, les lèvres cyanosées, tout gris. Il y en avait de tous les âges, 20, 30, 40 ans et plus. Ça a duré dix à quinze jours, et puis ça s’est calmé. Et étrangement, on a oublié. »
Selon l'historien Patrice Bourdelais, cela s'explique par le fait que de nombreux sujets « occupent l'agenda médiatique et politique », tels que « l'après-68 », l'arrivée au pouvoir de Georges Pompidou, et la guerre du Biafra qui suscite l'intérêt des médias pour l'épidémie et la famine qui y ont cours ; mais aussi par un « optimisme global » dans le contexte des Trente Glorieuses à travers une « idéologie de victoire renouvelée des antibiotiques » et une « culture du progrès qui fait qu'on n'est pas très inquiets ». 
Cette absence de médiatisation s’explique en partie par l’absence des médias sociaux et de statistiques immédiates, mais aussi par l'espérance de vie de l'époque où la mort des personnes âgées de plus de 65 ans était socialement acceptée comme « naturelle ».